# Jean-Baptiste Louis Gros
Pour les articles homonymes, voir Jean-Baptiste Gros et Gros.
Jean-Baptiste Louis, baron Gros, né le 8 février 1793 à Ivry-sur-Seine et mort le 17 août 1870 à Paris, est un diplomate français, surtout connu comme pionnier de la photographie.

## Biographie

### Diplomatie
Fils d’un secrétaire des commandements de la duchesse de Bourbon et de la fille illégitime de celle-ci et du chevalier de Roquefeuil, Adélaïde-Victoire Damassy, Jean-Baptiste entre dans la carrière diplomatique en 1823. Après avoir rempli plusieurs emplois de rang secondaire dans la diplomatie, il est cependant honoré en 1829 par Charles X du titre de baron. En 1823, il a été envoyé à Lisbonne et, cinq ans plus tard, en Égypte. Après s’être rallié au gouvernement de juillet, il a été nommé premier secrétaire de légation au Mexique, puis chargé d’affaires à Bogota en Nouvelle-Grenade, en 1834. Dans les années précédant la révolution de février 1848, il a eu à remplir des missions importantes en Amérique du Sud, notamment dans la Plata.
En 1849, il a été envoyé en Angleterre, à l’occasion de négociations relatives à l’expédition du gouvernement français à Rome. À force de fermeté et d’intelligence de la situation, il a su apaiser les défiances du gouvernement britannique prêtes à se manifester en présence d’une question religieuse des plus difficiles à traiter.
En 1850, il s’est rendu Athènes, en qualité de commissaire médiateur et de ministre plénipotentiaire, pour contribuer à régler le différend soulevé entre l’Angleterre et la Grèce, par l’incident Don Pacifico. Bientôt, grâce à l’intervention française, le blocus des ports et côtes de la Grèce, ordonné par lord Palmerston, était levé et un arrangement aussi équitable que possible était conclu entre les deux puissances.
Nommé un des plénipotentiaires ayant pour mission de fixer définitivement la délimitation des frontières entre la France et l’Espagne, objet, depuis des siècles, de contestations et même de rixes continuelles, il a signé enfin, à Bayonne, le 2 décembre 1856, le traité de Bayonne, fixant de façon définitive les frontières entre la France et l’Espagne, et mettant ainsi un terme aux difficultés auxquelles cette question avait donné lieu depuis 200 ans.
S’étant signalé, dans ces diverses circonstances, à l’attention du gouvernement, lorsqu’en 1857 le gouvernement a résolu, de concert avec l’Angleterre, d’intervenir en Chine à la suite des assassinats de missionnaires européens, il a dû à sa connaissance approfondie des mœurs locales et à sa capacité, le titre de commissaire extraordinaire avec lettres de créance d’ambassadeur. Muni en même temps des pouvoirs les plus étendus, il a agi avec lord Elgin, envoyé anglais, et a commencé par obtenir satisfaction du supplice du missionnaire français Auguste Chapdelaine. Il est, en outre, parvenu à se faire promettre l’ouverture de nouveaux ports au commerce, l’admission d’agents des diverses nations occidentales à Pékin, une protection efficace pour les missionnaires, etc. Le 25 juin 1858, il a signé le traité de Tien-Tsin.
Le 9 septembre 1858, ils s’est rendu à Yeddo, capitale du Japon, où, le 9 octobre 1858, il a signé le traité d'amitié et de commerce entre la France et le Japon. En 1860, lorsque le gouvernement chinois est revenu sur le traité de Tien-Tsin, signé deux ans auparavant, forçant la France et l’Angleterre à prendre des mesures coercitives, il a accompagné le général Cousin-Montauban dans l’expédition franco-anglaise en Chine pour suivre, ainsi que lord Elgin, les dernières opérations de l’expédition anglo-française sur les bords du Pei-Ho, en aout 1860.
Après la prise des forts de Ta-Kou, il s’est rendu de nouveau à Tien-Tsin, pour y reprendre les négociations qui ont abouti, treize jours après l’entrée des Anglo-Français à Pékin, à la convention de Pékin, du 24 octobre 1860, mettant fin à la seconde guerre de l'opium.
Après le traité de Tien-Tsin, l’empereur l’avait nommé sénateur, le 20 septembre 1858. Lors de la retraite du comte Flahaut, il a été appelé à l’ambassade de Londres, 14 novembre 1862. Ayant pris sa retraite le 17 février 1865, son rappel a été signalé par une lettre très flatteuse de l’Empereur dans le Moniteur du 14 octobre 1863.

### Photographie
Nonobstant sa carrière de diplomate, Gros est connu aujourd’hui comme pionnier de la photographie. Comptant parmi les premiers adeptes du procédé Daguerre, il a commencé à réaliser des daguerréotypes en 1839, et été l’un des premiers à le faire à Buenos Aires en 1840 en utilisant une optique de Charles Chevalier, avec qui il a entretenu, en 1846, une correspondance sur la façon d’améliorer les daguerréotypes, qui a donné sur à une lettre publiée dans le Recueil de mémoires et nouveaux procédés concernant la photographie, où il détaille ses propres procédés. Durant ces années, il a alterné de longs séjours en France avec d’autres en Colombie, où il a créé un cercle d’amateurs de techniques photographiques et où il a développé ses propres daguerréotypes.
En 1850, profitant de sa mission diplomatique dans l’incident Don Pacifico à Athènes, il a réalisé des daguerréotypes de l’Acropole, qui sont restés fameux, et écrit un livre sur ses expériences photographiques intitulé Quelques notes sur la photographie sur plaques métalliques. Un an plus tard, il a été nommé président de la Société héliographique, considérée, historiquement, comme la première du genre. Tous les endroits auxquels il a été envoyé en mission diplomatique ou en poste ont été pour lui autant d’opportunités de mettre en images les paysages, l’architecture, les monuments archéologiques et l’urbanisme de l’Angleterre, du Portugal, de la Grèce, de la Colombie, de l’Argentine, de la Chine et du Japon. On lui doit d’ailleurs les premières vues de Bogota, de l’Acropole et de plusieurs autres monuments. Une grande partie de son œuvre se trouve à la Bibliothèque nationale de France et à la Société Française de Photographie.
Président fondateur de la Société héliographique en janvier 1851, il était, à sa disparition, membre fondateur de la Société française de photographie. Bien qu’il soit surtout connu pour ses daguerréotypes, il a également exécuté des peintures de paysages de l'Amérique du Sud.

## Distinctions
- Grand-croix de l'ordre d'Isabelle la Catholique
- Grand-croix de la Légion d'honneur

Membre du Sénat depuis le 20 septembre 1858, il était grand-croix de la Légion d’honneur depuis le 7 mars 1861, grand-croix des ordres du Sauveur de Grèce et d’Isabelle la Catholique, commandeur de l’ordre de l’Immaculée Conception de Vila Viçosa de Portugal.

## Œuvres
- « Vue de la Cathédrale de Bogota », sur Tokyo Photographic Art Museum, 1842 (consulté le 2 juin 2022).
- « Détail de la frise des Panathénées », sur Musée d'Orsay, 1850 (consulté le 2 juin 2022).
- « Pont et bateaux sur la Tamise : daguerréotype », sur 1 photogr. pos. directe sur cuivre argenté : daguerréotype, n. et b. ; 15 x 20 cm (im.), 26 x 31 cm (sous-verre), 1851 (consulté le 2 juin 2022).
- « Frédéric Bourgeois de Mercey lisant une lettre dans l’appartement parisien du baron Gros », sur 1 photogr. pos. directe sur cuivre argenté : daguerréotype, n. et b. ; 12 x 8,5 cm (im.), 15,5 x 12,4 cm (sous-verre), 1850-1851 (consulté le 2 juin 2022).
- « Vue du salon du baron Gros », sur Metropolitan Museum of Art, 1850-57 (consulté le 2 juin 2022).

## Publications
- Négociations entre la France et la Chine en 1860 : livre jaune du baron Gros, ambassadeur extraordinaire et haut commissaire de l'empereur, en Chine, en 1858 et en 1860. Extrait de sa correspondance et de son journal, pendant la seconde mission qu'il a remplie dans l'extrême Orient, Paris, J. Dumaine, 1864, 262 p., in-4° (OCLC 249022180, lire en ligne).
- Lettre sur la télégraphie électrique, Paris, Charles Lahure, 1856, 31 p., in-8° (OCLC 457323583, lire en ligne sur Gallica).
- Quelques notes sur la photographies sur plaques métalliques, Paris, Roret, 1850, 116 p., 25 cm (OCLC 78913800, lire en ligne).